# NGC 6480
NGC 6480 is een open sterrenhoop in het sterrenbeeld Schorpioen. Het hemelobject werd op 8 juni 1836 ontdekt door de Britse astronoom John Herschel. Alhoewel NGC 6480 gecatalogiseerd is als zijnde een open sterrenhoop kan het beter omschreven worden als zijnde een sterrenwolk net ten westen van de ietwat boogvormige donkere stofnevel LDN 1795 (Lynds Dark Nebula 1795).